# Alojzy Gembala
Alojzy Gembala (ur. 22 maja 1904 w Rudzicy, zm. 26 kwietnia 1963 w Cieszynie) – polski historyk, specjalizujący się w historii starożytnej, nauczyciel, wykładowca akademicki, prorektor opolskiej Wyższej Szkoły Pedagogicznej – pierwszy w dziejach tej uczelni.

## Życiorys
Pochodził z okolic Bielska-Białej. Uczęszczał do gimnazjum w Cieszynie, a po jego ukończeniu studiował historię na Uniwersytecie Jagiellońskim w Krakowie. Po zdobyciu tytułu zawodowego magistra pracował w krakowskich gimnazjach jako nauczyciel. W 1932 roku objął posadę nauczyciela historii w jedynym po niemieckiej stronie Śląska gimnazjum polskim w Bytomiu. Kierował tam również bursą, nadzorował finanse szkolne, pomagał w tworzeniu biblioteki, wygłaszał prelekcje w ramach Polskiego Uniwersytetu Ludowego na Opolszczyźnie. Po dojściu Adolfa Hitlera do władzy w Niemczech w 1933 roku, narażony był na szykany. Mimo to cechowały go: duża odwaga cywilna oraz silne uczucia patriotyczne. Jednak ostatecznie został zmuszony do opuszczenia Bytomia. Wrócił do Cieszyna, gdzie został zatrudniony w Gimnazjum im. Osuchowskiego. Uczył nadal historii, a jednocześnie prowadził orkiestrę szkolną. 
Przez całą II wojnę światową ukrywał się przed hitlerowcami, pracując m.in. w fabrykach mebli w Żywcu i Bielsku pod zmienionym nazwiskiem. Poza zakończeniu działań wojennych w 1945 roku podjął się pisania pracy doktorskiej pt. Achaja i Związek Achajski, którą obronił w 1949 roku, uzyskując stopień doktora nauk humanistycznych w dziedzinie historii. W latach 1950–1956 pracował w Wyższej Szkole Pedagogicznej w Warszawie. Następnie został skierowany do Opola celem zorganizowania tam studiów historycznych. Uchodzi za twórcę opolskiej środowiska historycznego. Na opolskiej WSP pełnił funkcje prorektora do 1958 roku, kiedy to musiał z niej zrezygnować po zdiagnozowaniu u niego poważnej choroby serca. Był autorem skryptu Historia starożytnego Wschodu. Należał do Towarzystwa Rozwoju Ziem Zachodnich oraz Opolskiego Towarzystwa Przyjaciół Nauk. Zmarł w Cieszynie 26 kwietnia 1963 roku i został tam pochowany na miejscowym cmentarzu komunalnym.